# Книга об Аскере
«Книга об Аскере» («Китаби-Аскерийе»; азерб. Kitabi-Əsgəriyyə) — рассказ азербайджанского учёного и просветителя Аббас-Кули-ага Бакиханова, написанный в 1837 году. Это второе прозаическое произведение Бакиханова. Рассказ повествует о взаимной любви юноши и девушки, преследуемых фанатичной средой. В рассказе «Книга об Аскере» Бакиханов говорил о свободе любви и выступал против предрассудков.
«Книга об Аскере» была опубликована в 1861 году в Петербурге, в составленном Мирза Абульгасан-беком Везировым «Учебнике татарского-Азербайджанского языка» (азерб. Qəvaidi-Zuiyyə). В данном издании автор напечатал «Книгу об Аскере», упростив и местами сделав сокращения. Критический текст рукописи, найденной в городе Губа в мечети Ардебиллиляр и отправленной в фонд рукописей Института языка и литературы имени Низами в Баку, был опубликован в 1946 году в первом томе изданий института.